# Tiro nos Jogos da Commonwealth de 2014
O tiro nos Jogos da Commonwealth de 2014 foi disputado no Barry Buddon em Barry, na Escócia, entre 25 e 29 de julho.
Com relação aos Jogos de Delhi, em 2010, o número de eventos foi reduzido de 44 para 19, além da quantidade de provas para mulheres ter sido equiparada aos homens.

## Medalhistas
Masculino
| Evento                 | Ouro                           | Prata                         | Bronze                            |
| Pistola de ar 10 m     | Daniel Repacholi AUS Austrália | Prakash Nanjappa IND Índia    | Michael Gault ENG Inglaterra      |
| Carabina de ar 10 m    | Abhinav Bindra IND Índia       | Abdullah Baki BAN Bangladesh  | Dan Rivers ENG Inglaterra         |
| Tiro rápido 25 m       | David Chapman AUS Austrália    | Harpreet Singh IND Índia      | Kristian Callaghan ENG Inglaterra |
| Pistola livre 50 m     | Jitu Rai IND Índia             | Gurpal Singh IND Índia        | Daniel Repacholi AUS Austrália    |
| Carabina deitado 50 m  | Warren Potent AUS Austrália    | Gagan Narang IND Índia        | Kenneth Parr ENG Inglaterra       |
| Carabina três posições | Dan Rivers ENG Inglaterra      | Sanjeev Rajput IND Índia      | Gagan Narang IND Índia            |
| Skeet                  | Georgios Achilleos CYP Chipre  | Drew Christie SCO Escócia     | Rory Warlow ENG Inglaterra        |
| Fossa olímpica         | Adam Vella AUS Austrália       | Aaron Heading ENG Inglaterra  | Manavjit Singh Sandhu IND Índia   |
| Fossa olímpica dublê   | Steven Scott ENG Inglaterra    | Matthew French ENG Inglaterra | Mohammed Asab IND Índia           |

Feminino
| Evento                 | Ouro                             | Prata                               | Bronze                            |
| Pistola de ar 10 m     | Sun Xi Teo SIN Singapura         | Malaika Goel IND Índia              | Dorothy Ludwig CAN Canadá         |
| Carabina de ar 10 m    | Apurvi Chandela IND Índia        | Ayonika Paul IND Índia              | Nur Suryani Taibi MAS Malásia     |
| Pistola livre 25 m     | Rahi Sarnobat IND Índia          | Anisa Sayyed IND Índia              | Lalita Yauhleuskaya AUS Austrália |
| Carabina deitado 50 m  | Sally Johnston NZL Nova Zelândia | Esmari van Reenen RSA África do Sul | Jen McIntosh SCO Escócia          |
| Carabina três posições | Jasmine Ser SIN Singapura        | Jen McIntosh SCO Escócia            | Lajja Gauswami IND Índia          |
| Skeet                  | Laura Coles AUS Austrália        | Elena Allen WAL País de Gales       | Andri Eleftheriou CYP Chipre      |
| Fossa olímpica         | Laetisha Scanlan AUS Austrália   | Georgia Konstantinidou CYP Chipre   | Caroline Povey ENG Inglaterra     |
| Fossa olímpica dublê   | Charlotte Kerwood ENG Inglaterra | Shreyashi Singh IND Índia           | Rachel Parish ENG Inglaterra      |

## Prêmio da Rainha
| Evento     | Ouro                                     | Prata                                  | Bronze                            |
| Individual | David Luckman ENG Inglaterra             | James Paton CAN Canadá                 | Parag Patel ENG Inglaterra        |
| Duplas     | David Luckman Parag Patel ENG Inglaterra | James Paton Desmond Vamplew CAN Canadá | Angus McLeod Ian Shaw SCO Escócia |

## Quadro de medalhas
| Ordem | País          | Medalha de ouro | Medalha de prata | Medalha de bronze | Total |
| ----- | ------------- | --------------- | ---------------- | ----------------- | ----- |
| 1     | Austrália     | 6               |                  | 2                 | 8     |
| 2     | Inglaterra    | 5               | 2                | 8                 | 15    |
| 3     | Índia         | 4               | 9                | 4                 | 17    |
| 4     | Singapura     | 2               |                  |                   | 2     |
| 5     | Chipre        | 1               | 1                | 1                 | 3     |
| 6     | Nova Zelândia | 1               |                  |                   | 1     |
| 7     | Escócia       |                 | 2                | 2                 | 4     |
| 8     | Canadá        |                 | 2                | 1                 | 3     |
| 9     | África do Sul |                 | 1                |                   | 1     |
|       | Bangladesh    |                 | 1                |                   | 1     |
|       | País de Gales |                 | 1                |                   | 1     |
| 12    | Malásia       |                 |                  | 1                 | 1     |
| TOTAL | TOTAL         | 19              | 19               | 19                | 57    |